# مقاطعة كواي (نيومكسيكو)
مقاطعة كواي (بالإنجليزية: Quay County)‏ هي إحدى مقاطعات ولاية نيومكسيكو في الولايات المتحدة الأمريكية.